# Szépség

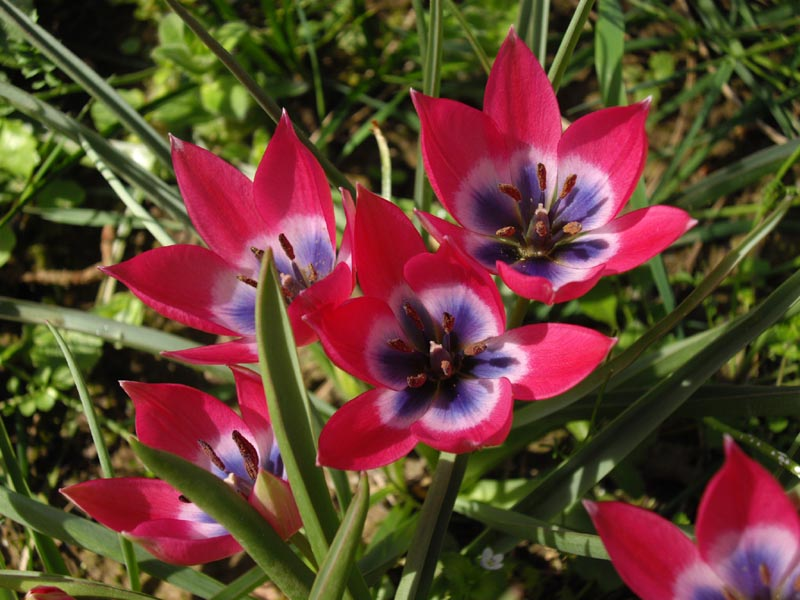
A virágok a szépség ősi szimbólumai

A szépség olyan jellemzője a személyeknek, tárgyaknak vagy elképzeléseknek, amely miatt a puszta megfigyelés során örömöt tapasztalhatunk.
A szépség az esztétika, szociológia, szociálpszichológia és a kultúra részét képezi. Az “ideális szépséget” megcsodálják, hiszen olyan tulajdonságokat hordoz, amelyet egy bizonyos kultúrában a szépséggel vagy tökéletességgel azonosítanak. A „szépség” tapasztalása gyakran ahhoz vezet, hogy következtetésként levonjuk, hogy a megfigyelt alany harmóniában, egyensúlyban él a természettel, amely miatt vonzalmat érzünk és érzelmi jólétet tapasztalunk. A szépség tapasztalása szubjektív élmény, ezért bizonyos fokú eltérések lehetnek abban, hogy ki mit talál szépnek. Bizonyíték van rá, hogy a szépség tapasztalása evolúciós módon van belénk kódolva, mert azok a dolgok, elképzelések, embertípusok és tájak tűnnek számunkra szépnek, amelyekkel tipikusan olyan helyzetben találkozunk, ami a túlélésünket és génjeink továbbörökítését segíti.

## Szépség a kultúrában

### Történelmi vonatkozásai

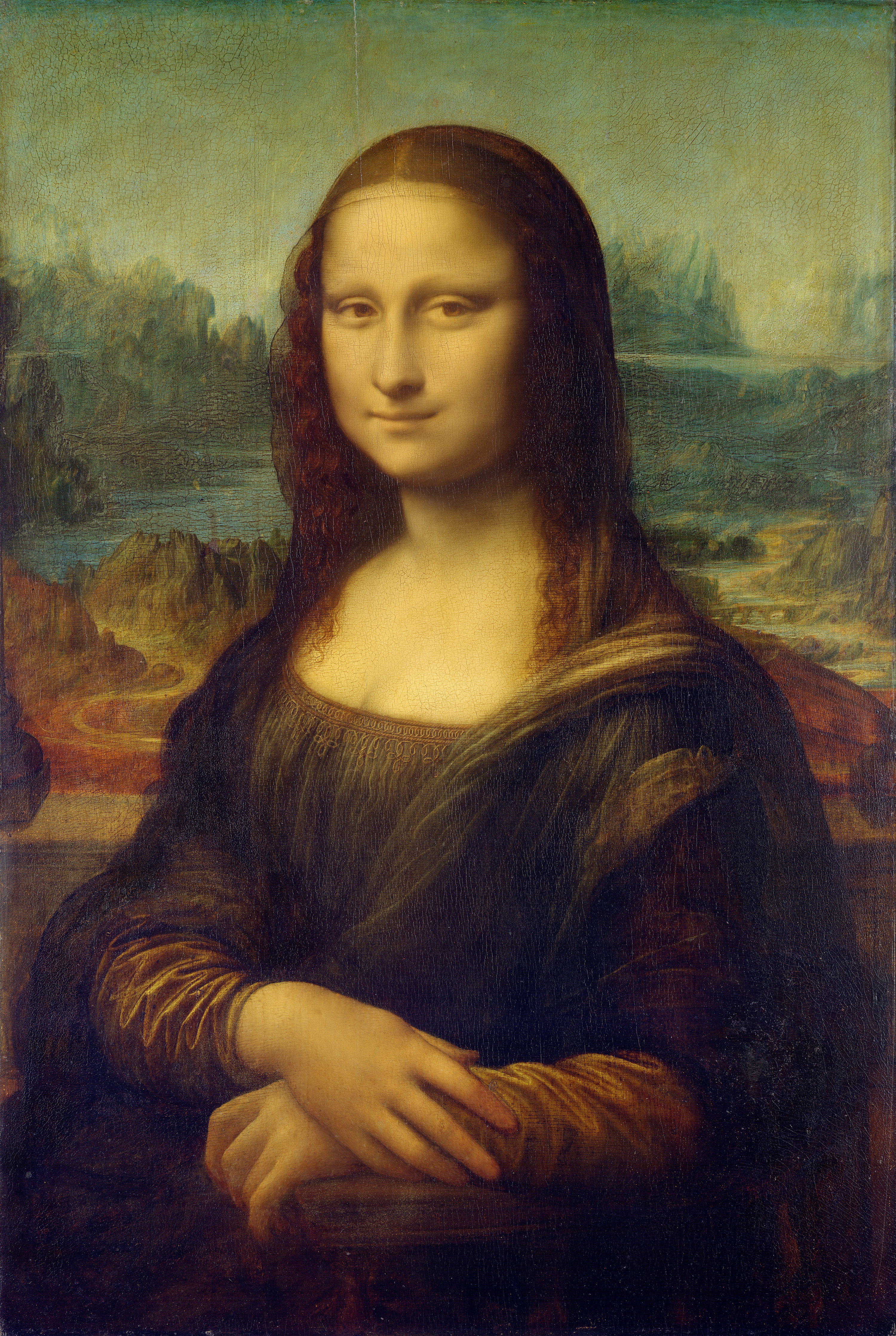
Leonardo da Vinci: Mona Lisa

Bizonyíték van rá, hogy a szép arcok előnyben részesítése már a kora gyermekkor során megjelenik, és azok a szabályok, amik szerint vonzónak találunk valakit, hasonló alapelveket követnek a külön nemekben és a külön kultúrákban. Egy 2008-as tanulmány azt feltételezi, hogy a szimmetriának szintén fontos szerepe van, mert az a genetikai és szerzett hibák hiányát sugallja.
Bár a stílus és a divat rendre változik, a kultúraközi kutatás arra jött rá, hogy azonosságok vannak abban, ahogyan az emberek a szépséget tapasztalják. A legkorábbi nyugati szépségelméletet a Szókratész előtti időszak görög filozófusai munkáiban találhatjuk, ebben a korban munkálkodott Püthagorasz is. Az ő iskolája erős kapcsolatot látott meg a matematika és a szépség között, miszerint azok a tárgyak, amelyekben az aranymetszés aránya feltűnt, vonzóbbnak tűnnek. Az ókori görög építészet erre a szimmetriai nézetre támaszkodott. Az antik Rómában már valóságos szépségipar épült ki, a római polgárok mind nagyon gondott fordítottak a szépségápolásra – Szabó Magda írónő 1940-es bölcsészdoktori értekezését e tárgykörben írta.
Platón a szépségre úgy tekintett, mit az idea (forma), ami minden ideák felett áll. Arisztotelész kapcsolatot látott a szépség (kalon) és az erény között, azzal érvelve, hogy az „Erény arra törekszik, hogy szép legyen.” A gótikus kor elvetette a klasszikus szépségideálokat és bűnösnek bélyegezte azokat.
A reneszánsz Európa viszont újra felfedezte a görög filozófusok ízlése szerint megalkotott női és férfi szobrok szépségét és újra alkalmazni kezdték ezeket az elveket saját művészetükben. A női emberi test vonatkozásában egy olyan nő vagy férfi, aki hasonló tulajdonságokkal rendelkezik, mint az akkori szobrok, a mai szóhasználat szerint is a „klasszikus szépség” megnevezést kapja.

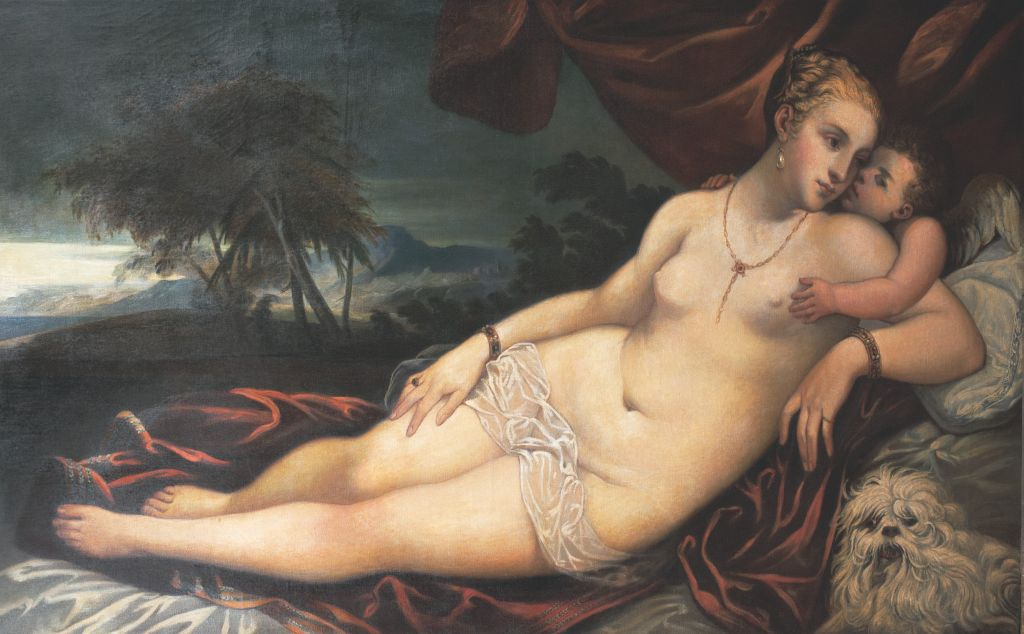
A szépség a művészet központi témája is. (A képen Madarász Viktor Urbinói Vénusz című festménye látható)

Számos reneszánsz művész kritizálta a gótikus időszakot, és irracionálisnak, vagy barbárnak bélyegezte azt. Ez az álláspont a késő 19. századig, a romantika megjelenéséig tartotta magát.
A felvilágosodás kora filozófiai témaként tárgyalta a szépséget. A romantikus költők is nagy figyelmet szenteltek a témának. 
A romantikus időszakban Edmund Burke különbséget tett a klasszikus értelemben vett szépség, és annak lényege között. Kant úgy határozta meg a szépség fogalmát, hogy „Szép az, ami érdek nélkül tetszik”.
A 20. században a művészek és a filozófusok jó része elutasította a szépség ideáljának követését, és így adtak teret a posztmodernizmus esztétikaellenes művészetének. Friedrich Nietzsche egyik központi témája volt a szépség, aki azzal érvelt, hogy a hatalomvágy megegyezik a szépségvággyal. Az ő gondolatai nagy befolyással voltak a posztmodernista gondolkodók és művészek munkáira.
A posztmodernizmus szépségellenessége után a gondolkodók újra fontos értéknek kezdték tartani a szépséget.

### Kitalált történetek

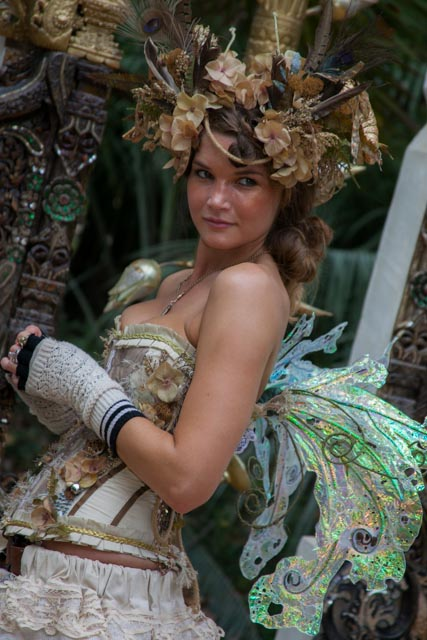
A tündérek a mesék szépségükről és jóságukról híres szereplői

Számos ókori kultúrában saját Istensége volt a szépségnek. A görögöknél ő Aphrodité, aki a tenger habjából született, Rómában ő Venus istennő, akinek jóval elvontabb alakként hódoltak, mint görög megfelelőjének. A skandináv mitológia szépségistennője pedig Freyja, akinek szekerét macskák húzzák. A férfiszépség szintén megjelenik a mitológiában, jellegzetes görög példák rá Apollón, a zene istene; az ifjú Adónisz, aki szépségével Aphroditét csábította el férje mellől, illetve a fiatal pohárnok, Ganümédesz, aki a főisten, Zeusz szeretője volt.
A magyar népmesékben, mint ahogyan a Grimm testvérek által gyűjtött német mesékben is, a szépség egy olyan tulajdonság, amelyet jellegzetesen a jónak beállított szereplők tudhatnak magukénak. Általában képviselőjük a gyönyörű hercegkisasszony, aki nehézségek árán eléri az örök szerelmet, és boldogan él daliás párjával mindörökkön örökké. Rendkívül szép karakterek közé tartozik az ébenhajú Hófehérke, akinél a mese konfliktusa is a szépség témája köré épül, mivel mostohaanyja féltékeny lett a lány gyönyörű mivoltára. Említésre méltó még A Szépség és a Szörnyeteg története is, ahol szintén a szépség fogalma köré szerveződik a mese története.
A szépség ligetekben illetve mesés körülmények között élő erdei lények tulajdonsága is. Az ír folklórban jellegzetesen ilyen karakterek a tündérek, a görögöknél a tündérekhez hasonló szerepben a nimfák voltak. A gyerekmesékben szintén feltűnnek ezek a páratlan szépséggel rendelkező mágikus lények, akik általában csodás varázslattal segítik hozzá a mese főhősét a boldog végkifejlethez. Hasonlóan csodás külsővel rendelkező szereplők a Tolkien által megalkotott Középfölde tündéi is.
Híres szépséggel foglalkozó történet Hans Christian Andersen Rút kiskacsája is. A cselekménye során a rendszeres megaláztatást tapasztaló csúf kiskacsa a történet végére felnő, ám kacsa helyett karcsú hattyúvá fejlődik – ezzel felülmúlva mostohatestvéreit. Úgy tartják, hogy a mesét Andersen saját csúfsága ihlette.

## Emberi szépség
Legyen szó egyéni preferenciákról vagy közösségiekről, egy személy „szépnek” tartását nagyban befolyásolja az illető belső szépsége, amely különféle pszichológiai tényezőket foglal magába, mint például a személyiség, intelligencia, könnyedség, kedvesség, kisugárzás, becsület, hasonlóság, elegancia. Természetesen az illető külső szépsége is fontos tényező, amely olyan fizikai tulajdonságokat foglal magában, ami az esztétikai összképet egy pozitív élménnyé teszi.

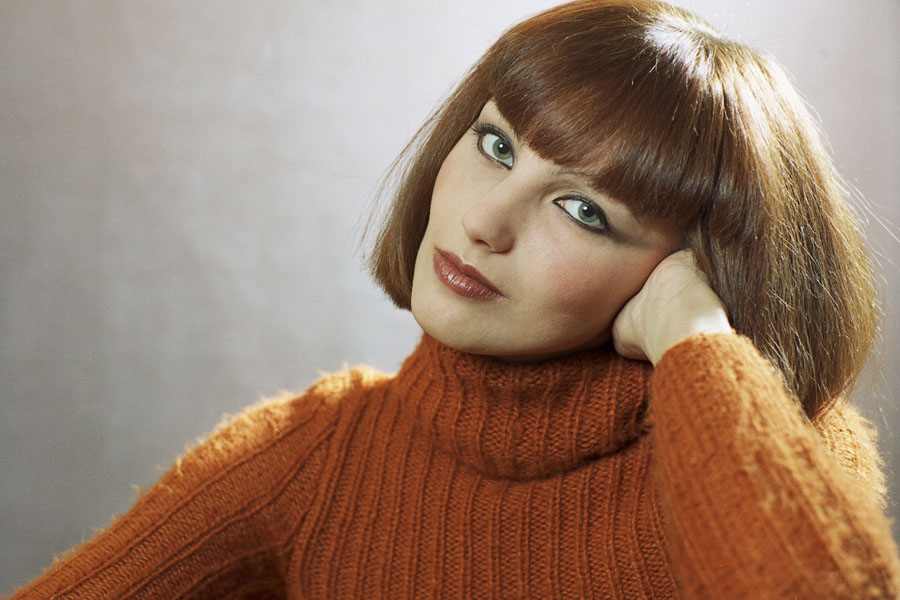
Sas István filmrendező szerint „minden idők legszebb manekenje” - a magyar Lantos Piroska

A szépség alapvető sarokpontjai időről időre változnak, ahogyan a kulturális értékek szintén kicserélődtek. Történelmileg a festmények mutatják meg, hogy mennyire széles a palettája a különféle szépségrendszereknek. Azon emberek viszont, akik viszonylag fiatalok, puha bőrük van és a testük is jól karban van tartva, és átlagos tulajdonságokkal bírnak, általában a legszebbek közé tartoztak a történelem során.
A fizikai szépség erős mutatja az „átlagosság” vagy „koinofília”. Amikor az emberi arcokat egy közös képpé átlagolják, akkor közelebb és közelebb kerülnek az ideális képhez, és vonzóbbnak tűnnek. Ezt először 1883-ban Francis Galton figyelte meg, aki Charles Darwin unokatestvére volt. Ő egymásra fényképezte vegetariánusok és bűnözők arcképeit, hogy megfigyelje, van-e egy tipikus arcberendezése egyiknek vagy másiknak. Amikor ezt csinálta, megfigyelte, hogy az így megkomponált képek vonzóbbak voltak, mint az egyedi arcképek.
Mai kutatók ellenőrzöttebb keretek között is megismételték a kísérletet és azt találták, hogy a számítógép által generált matematikai átlaga egy képsorozatnak szebbnek tűnik, mint az egyéni arcok. Evolúciós értelemben megalapozott, hogy a szexuális vonzódás inkább alakul ki gyakori, vagy átlagos tulajdonságokkal bíró egyének felé.
A női szépséget is kutatták, és megállapították, hogy egyik fontos tényezője a körülbelül 0,7-es derék-csípő méretarány. Pszichológusok bizonyították be, hogy a homokóraarányokkal bíró hölgyek termékenyebbek, mint a többi, mert bizonyos női hormonokat nagyobb arányban termel a szervezetük, és ez olyan tény, ami tudat alatt befolyásolhatja a párkereső férfiakat.
Az emberekre hatással van az is, hogy mit tart vagy nem tart a média szépnek. Némely feminista és orvos azt állítja, hogy a magazinokon megjelenő nagyon karcsú modellek az evési rendellenességeket reklámozzák. Mások azzal érvelnek, hogy mivel a filmek sokkal több fehér nőt mutatnak be, a szépség értelmezése túlzottan Európa-központú, ami a színes nőkben kisebbrendűségi érzéseket táplál, és végső soron rasszizmushoz vezet.
A szépségideált nagyban befolyásolja az is, hogy milyenek a személyes hőseink vagy sztárjaink. Ennek a jelenségnek a hatására annyira népszerűek a különféle szépészeti beavatkozások világszerte.

## Társadalomra gyakorolt hatás

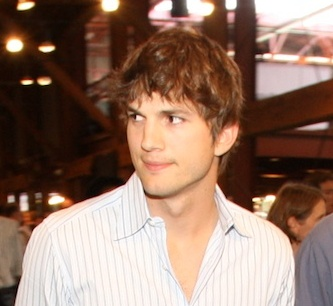
Egy egykori szupermodell, Ashton Kutcher

A szépség egy összehasonlítási alapot jelent, és szomorúságot vagy elégedetlenséget okozhat, ha valaki nem érzi magát elég szépnek. Azok az emberek, akik nem illeszkednek bele a „szépségideál” képébe, könnyen a közösségük szélére kerülhetnek. Ezt a jelenséget mutatja be például a „Lisa csak egy van” című német televíziós sorozat, vagy amerikai adaptációja, a „Ki ez a lány?”. Ezekben a sorozatokban a főszereplő lányok hatalmas nehézségekkel szembesülnek a hiányosságaik miatt, de rendre kiderül róluk, hogy valójában olyanok, akár a „rút kiskacsa” Andersen meséiből. A sorozat végére lekerül a fogszabályzó, helyre kerül a stílusérzék, és tündökölni tudnak, akár egy szépséges hattyú.
Kutatók rájöttek, hogy a jól kinéző diákok magasabb osztályzatot kapnak a tanáraiktól, mint a hétköznapi megjelenéssel bíró társaik. Néhány tanulmány, amelyik a bírósági tárgyalásokat vizsgálta, kimutatta hogy a fizikailag vonzóbb „alpereseket” kevésbé ítélték el, és ha el is ítélték őket, bizonyosan enyhébb büntetést szabtak ki rájuk, mint a kevésbé vonzóakra. Ugyanakkor ezzel ellentétes hatást figyeltek meg, amikor az elkövetett bűn csalás volt, talán azért is van ez így, mert ilyen esetben a vonzó külső segítséget nyújt a bűneset végrehajtásában.
A szépség arra is befolyással van, hogy ki mennyit keres. Egy tanulmány kimutatta, hogy azok az emberek, akik kevéssé vonzóak, 5-10 százalékkal kevesebbet keresnek azoknál, akik átlagosak, és ők is 3-8 százalékkal kevesebbet keresnek, mint azok, akiket jó kinézetűnek tartanak. A fizikai vonzalom alapján történő diszkriminációt lukizmusnak nevezik.

## Csúfság
A csúfság egy olyan tulajdonsága egy személynek vagy dolognak, ami miatt kellemetlen érzés ránézni, és emiatt olyan következményekkel járhat, amelyek előnytelenek az azt elszenvedő számára. A csúfság az esztétikai vonzalom hiányát, a visszataszító kinézetet, vagyis rondaságot jelent.

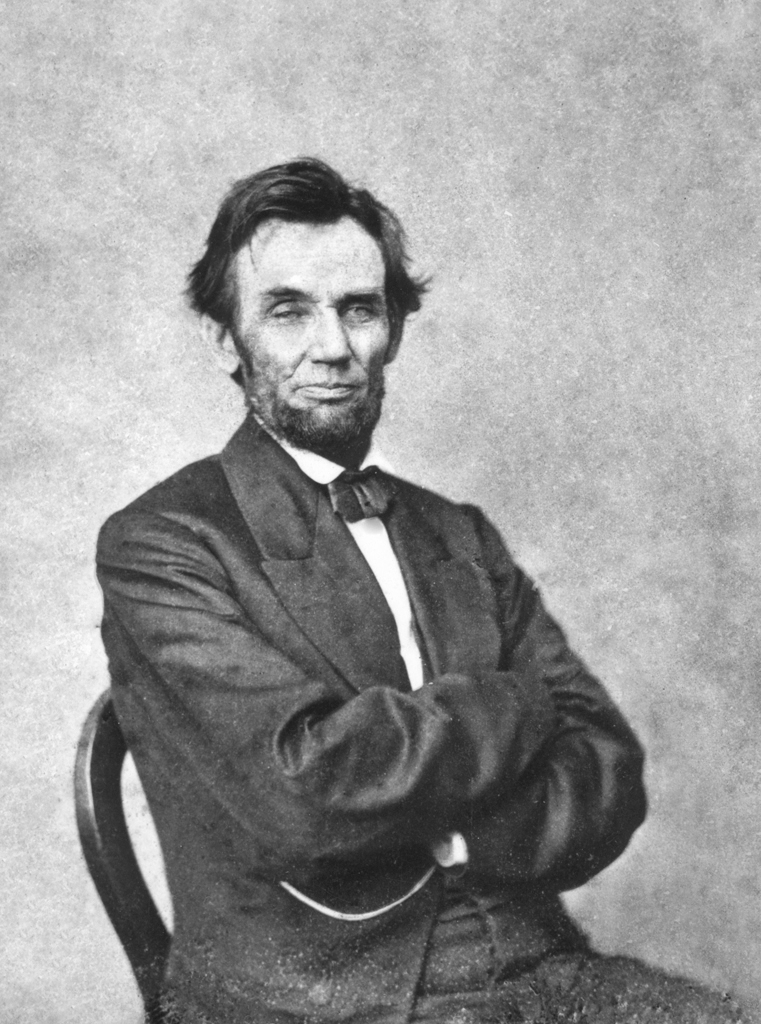
Abraham Lincolnról írta egyik kortársa: „Hogy egyszerűen ronda, az még nem kifejezés”

Azok az emberek, amelyek mások számára rondák, diszkriminációval kell, hogy szembenézzenek, kevesebbet keresnek, kevésbé valószínű, hogy alkalmazni fogják őt, és jogilag sem tudnak a diszkrimináció ellen harcolni.
Némely ember számára a csúfság az egyéniségük központi tényezőjeként jelenik meg. Jean-Paul Sartre egyik szemére hunyorított és felfújt, aszimmetrikus arca volt, és egy életen át küzdött a csúfsága következményeivel. Szókratész gyakran használta a rondaságot filozófiai aduászként, azt a következtetést levonva, hogy a filozófia megmenthet minket a külső rondaságtól.
Saját idejében Abraham Lincoln is híres volt rondaságáról, egyik kortársa így írt róla: „Hogy egyszerűen ronda, az még nem kifejezés; az alakja groteszk hozzá, hogy normális benyomásokat keltsen bennem.” Viszont úgy tűnik, hogy ezt a tulajdonságát a politikában kamatoztatni tudta, és jogásztársa, William Herndon azt írta, "Egyáltalán nem volt kedves arcú, de ronda sem volt; egyszerű ember volt, aki nem törődött azzal, hogyan néz ki, tiszta tekintete volt és tiszta gesztusai voltak. Nem törődött a pompával, a színjátékkal, vagy a méltóságával. Egyszerűen viselte sorsát. Szomorú tekintetű ember volt; a melankóliája sütött arról, ahogyan járt. Komorsága nagy benyomással volt a barátaira, és szimpátiát keltett felé – ez pedig a nagy sikerének egyik eszköze volt.”

## Fordítás
- Ez a szócikk részben vagy egészben  a   Beauty című angol Wikipédia-szócikk ezen változatának fordításán alapul.  Az eredeti cikk szerkesztőit annak laptörténete sorolja fel. Ez a jelzés csupán a megfogalmazás eredetét és a szerzői jogokat jelzi, nem szolgál a cikkben szereplő információk forrásmegjelöléseként.